# Ruisseau d'Escalmels
Le ruisseau d'Escalmels (ou ruisseau d'Escaumels) est un ruisseau français du Massif central qui coule dans les départements du Cantal et du Lot.

## Géographie
Le ruisseau d'Escalmels prend sa source dans le Cantal, vers 650 mètres d'altitude, un kilomètre au sud de Saint-Saury.
Après avoir marqué la limite entre le Cantal et le Lot sur deux kilomètres, il entre dans le Lot, longe l'aérodrome de Calviac et se jette dans la Cère dans ses gorges en rive gauche, à deux kilomètres au sud-est de Camps-Saint-Mathurin-Léobazel.
Son principal affluent, long de 12,8 kilomètres, est, en rive droite, le ruisseau de la Ressègue qui sert également de limite sur quatre kilomètres entre Cantal et Lot.
Pendant ses quelques années de fonctionnement, de 1957 à 1966, la station hydrologique de Calviac a enregistré un débit journalier maximal de 37 m3/s le 13 janvier 1962.

## À voir
- l'église Saint-Séverin à Saint-Saury et son clocher à peigne.